# Valentijn van Sint-André
Valentijn van Sint-André was een potvis die op 12 februari 1989 aanspoelde en overleed op het strand van Sint-André in de Belgische gemeente Koksijde.
De potvis was 17 meter lang en woog 25 ton. Twee dagen later gaf de gemeenteraad van Koksijde de walvis officieel de naam Valentijn van Sint-André, naar de plaats Sint-André en naar de datum van overlijden net voor Valentijn. De aangespoelde potvis lokte in die paar dagen meer dan 100.000 bezoekers.
Het kadaver van de potvis werd begraven in Koksijde op een terrein nabij de abdijhoeve Ten Bogaerde, met de bedoeling later het skelet weer op te graven. In 2019 werd de walvis weer opgegraven, en ter onderzoek en verwerking overgebracht naar de Universiteit Gent. Vanaf eind 2024 is het skelet tentoongesteld in Koksijde in het NAVIGO Visserijmuseum.

## Populaire cultuur
Valentijn van Sint-André vormt het onderwerp van het stripverhaal nr. 322 uit de stripreeks Jommeke: Potvis Valentijn.